# ماورو زاريت
ماورو زاريت (بالإسبانية: Mauro Zárate)‏ هو لاعب كرة قاعدة فنزويلي، ولد في 8 فبراير 1983 في بلنسية في فنزويلا.

## وصلات خارجية
- ماورو زاريت على موقعبيزبول رفرنس.كوم (الدوري الرئيسي) (الإنجليزية)
- ماورو زاريت على موقعبيزبول رفرنس.كوم (الدوري الثانوي) (الإنجليزية)